# Коффин, Джеймс Генри
Джеймс Генри Коффин (англ. James Henry Coffin; 1806, Уильямсберг, округ Хампшир, Массачусетс — 1873, Истон, округ Нортгемптон, Пенсильвания) — американский метеоролог, создатель первых карт и теории ветров земного шара, один из первых членов Национальной академия наук США (избран в 1869 году).

## Биография
Генри Коффин родился в семье потомка одного из первых владельцев Нантакета Тристрама Коффина, ведущего родословную от соратника Вильгельма по завоеванию Англии в 1066 году сэра Ричарда Коффина. В 1823—1828 годах учился в колледже Амхерст. C 1836 года руководил Огденсбургской академией в Нью-Йорке, где начал серию метеорологических исследований. С 1846 года был профессором университета Лафайетт в Истоне, штат Пенсильвания (англ. Lafayate College Easton).
У Коффина было трое детей от первого брака и сын от второго. Умер и похоронен в Истоне.

## Научная деятельность
Его первая обширная работа «Ветры северного полушария» (англ. Winds of the Northern Hemisphere) была издана в 1851 году Смитсоновским институтом, затем он принялся за более обширную задачу — собрание и обработку данных о ветрах земного шара; расходы по этому труду принял тот же Смитсоновский институт. Коффин не успел закончить эту работу; таблицы были закончены сыном Коффина, а текст написан А. И. Воейковым; труд Коффина был самым обширным по данной отрасли в то время, издан под заглавием: «The Winds of the Globe» (с картами и диаграммами).